# Les Sorcières des Caraïbes
Pour plus de détails, voir Fiche technique et Distribution.
Les Sorcières des Caraïbes (Witches of the Caribbean) est un film américain, réalisé par David DeCoteau, sorti en 2005.

## Synopsis
Angela, jeune fille de 17 ans, rejoint un groupe thérapeutique, pour cause de cauchemars mystérieux. Ces rêves la représentent en sorcière brûlée sur une plage mais les choses vont empirer avec un voyage aux Caraïbes...

## Fiche technique
- Titre : Les Sorcières des Caraïbes
- Titre original : Witches of the Caribbean
- Réalisation : David DeCoteau
- Scénario : Jana K. Arnold
- Musique : Jojo Draven
- Photographie : Robert Hayes
- Montage : Danny Draven
- Pays :  États-Unis
- Genre : Fantastique et horreur
- Durée : 82 minutes
- Dates de sortie : 
  -  Royaume-Uni : 8 juillet 2005 (télévision)

## Distribution
- Nicole Cazaros (VF: Edwige Lemoine) : Angela
- Joanna Cassidy (VF: Evelyn Séléna) : professeur Avesbury
- Nicole Marie Monica (VF: Céline Monsarrat) : Bethany
- Kelli Giddish (VF: Nathalie Karsenti) : Clara
- Nina Tapanin : Enid
- Michael King (VF: Damien Boisseau) : Cutter
- Kyle Jordan (VF: Olivier Podesta) : Jerry

 Source et légende : version française (VF) sur RS Doublage